# Horní Blatná
Horní Blatná (in tedesco Bergstadt Platten) è una città della Repubblica Ceca facente parte del distretto di Karlovy Vary, nella regione omonima.